# غوستاف نيستروم
غوستاف نيستروم (بالفنلندية: Gustaf Nyström)‏ هو مهندس معماري وسياسي فنلندي، ولد في 21 يناير 1856 في هلسنكي في فنلندا، وتوفي بنفس المكان في 30 ديسمبر 1917.